# Mina Witteman
Mina Witteman (Vught, 18 juli 1959) is een Nederlands auteur van jeugdboeken.

## Biografie
Mina Witteman werd in 1959 geboren in Vught (Noord-Brabant). De lagere school volgde zij in Vught, de middelbare school in het naburige Boxtel. Na de middelbare school verhuisde ze naar Nijmegen en in 1984 naar Amsterdam. In Amsterdam volgde zij als extraneus de leergang van de duale master redacteur/editor aan de Universiteit van Amsterdam en bij Script+ (onderdeel van de Hogeschool van Amsterdam) de vierjarige opleiding Proza voor kinderen en de opleiding Docent Creatief Schrijven. Witteman is naast auteur freelance redacteur en docent creatief schrijven. Zij schrijft in het Nederlands en in het Engels en woont in Berkeley, Californië, met haar partner, Heyday Books uitgever Steve Wasserman.
Witteman is International Published Authors' Coordinator voor de Society of Children's Book Writers and Illustrators, een wereldwijd netwerk van jeugdboekenauteurs en -illustratoren. Van 2011 tot 2016 was Witteman voor dezelfde organisatie Regional Advisor voor Nederland. Van 2012 tot 2016 was Witteman voorzitter van de Werkgroep Jeugdboeken van de Vereniging van Letterkundigen, de beroepsorganisatie van schrijvers en vertalers en onderdeel van de Vereniging van Schrijvers en Vertalers (nu Auteursbond). Witteman was van 2018 tot 2021 Youth Program Manager voor het Bay Area Book Festival, een boekfestival in Berkeley, Californië, waar jaarlijks zo'n 25.000 bezoekers naartoe komen. Van 2019 tot 2021 was Witteman Coordinator Children's and Young Adult Literature for the USA van het Nederlands Letterenfonds. 
Witteman is sinds 2013 lid van de EU Planning Committee en jurylid voor de tweejaarlijkse Undiscovered Voices, een wedstrijd voor ongepubliceerde auteurs en illustratoren, van de Britse afdeling van de Society of Children's Book Writers and Illustrators. Daarnaast is Witteman jurylid voor het Young Authors Fiction Festival van de American Library in Paris, een jaarlijkse wedstrijd voor Parijse scholieren van 5 tot 18 jaar. 

Van 2011 tot 2017 nomineerde Witteman jaarlijks auteurs en illustratoren voor de Astrid Lindgren Memorial Award, een internationale prijs voor jeugdliteratuur ingesteld door de Zweedse overheid ter nagedachtenis aan de legendarische jeugdboekenauteur Astrid Lindgren.
In 2005 verscheen bij Uitgeverij Van Goor haar debuut De wraak van Deedee, dat zich geheel in Vught, haar geboortedorp, afspeelt. In 2007 verscheen bij dezelfde uitgeverij De Zonnegod, het eerste deel van een avonturenserie over de Nederlandse Tom bij de Navajo in de Verenigde Staten en de Kwakwaka'wakw en Tsimshian in Canada. In de herfst van 2008 kwam De Zielensluiper uit, deel twee van de indianenserie. 

In 2010 stapte zij over naar Uitgeverij Ploegsma, waar zij een aantal korte verhalen schreef voor de beroemde voorleesbundels van de uitgeverij. In 2015 verscheen bij Uitgeverij Ploegsma Boreas en de zeven zeeën, het eerste deel van een avonturenserie over de 12-jarige Boreas die met zijn ouders de wereld rond zeilt. In 2016 verscheen Boreas en de duizend eilanden, deel twee in de serie. Deel drie, Boreas en de vier windstreken, verscheen in het voorjaar van 2017 en deel vier, Boreas en de vijftien vrienden, in 2018. 
In 2019 werd Boreas en de zeven zeeën gekozen tot kerntitel voor groep 7/8 voor de Kinderboekenweek. In 2020 verscheen een passage uit Boreas en de vijftien vrienden in de bundel Een stuk! Meer van de Leescoalitie. In 2022 publiceert Uitgeverij Noordhoff Boreas en de zeven zeeën als Vroege Lijster in hun befaamde Lijsters & Blackbirds, speciaal voor het onderwijs geselecteerde series boeken van topauteurs.
In 2014 verscheen van Witteman's hand bij Uitgeverij Rubinstein het Gouden Boekje Mia's nest, geïllustreerd door Angela Pelaez Vargas. In 2016 verscheen de Spaanse versie El nido de Mia bij uitgeverij Panamericana in Colombia. 

Naast romans en korte verhalen schrijft Witteman ook voor tijdschriften. Voor de Bobo schreef ze in 2007 en 2008 de 21-delige serie "In de straat van Fiep" bij tekeningen van Fiep Westendorp. Voor hetzelfde tijdschrift schreef ze ook de negendelige serie In de klas en het korte verhaal "Drupjes grote reis".